# Bljuvara
Bljuvara ili paprena krasnica (Russula emetica) otrovna je gljiva iz roda Russula, odjeljka stapčara.

## Opis
Klobuk je crven, ružičast ili crvenkastosmeđ te bjelkasto izbljeđuje. Veličine je od 5 do 10 cm, u početku konveksan, a zatim plosnat do malo udubljen. Površina je vlažna i ljepljiva. Ispod klobuka su bijeli listići, slobodni, jednake dužine i lako lomljivi. Stručak je visok 5 - 10 cm i 1 - 2 cm širok, bijel, može imati crvenkaste mrljice. Meso je bijelo, pod kožicom klobuka crveno. Spore su bijele. Gljiva je veoma ljuta okusa i, kako samo ime govori (bljuvara), izaziva povraćanje. 

## Stanište
Raste ljeti i ujesen po šumama i šumskim putovima na vlažnome tlu. Široko je rasprostranjena, prilično česta. 

## Vanjske poveznice
|  | Zajednički poslužitelj ima stranicu o temi bljuvara |
|  | Wikivrste imaju podatke o taksonu bljuvari          |